# Costus
Costus és el pseudònim que des del 1981 van utilitzar Enrique Naya Igueravide (Cadis, 12 de setembre de 1953 - Badalona, 4 de maig de 1989) i Juan Carrero Galofré (Palma, 3 de febrer de 1955 - Sitges, 3 de juny de 1989), dos artistes plàstics que van ser una parella artística i afectiva a la vida privada. Van prendre el nom de «Costus» en homenatge al gremi de les costureras, amb les quals se sentien identificats. Gran part de la seva obra ha quedat associada a la iconografia bàsica de la movida madrilenya.

## Història
Ambdós pintors es van conèixer el 1974 a l'Escola d'Arts i Oficis de Cadis, traslladant-se a la de Madrid el 1975, i establint-se en un àtic al carrer de Pérez Galdós. El 1977 es van mudar al pis 1r A del número 14 del carrer de la Palma, al barri de Malasaña, que es va convertir en la popular Casa Costus i que va servir de plató per al rodatge dels interiors de la pel·lícula Pepi, Luci, Bom y otras chicas del montón. Agents actius de la movida madrilenya, casa seva va esdevindre el lloc de reunió de personatges com Pablo Pérez-Mínguez, Pedro Almodóvar, Tino Casal, Fabio McNamara, Alaska, Nacho Canut, Ana Curra o Carlos Berlanga, que allà van trobar un grup de persones amb interessos culturals comuns. Aquest grup va formar el nucli inicial del que més endavant es coneixeria com la movida madrileña.
Posteriorment, els Costus es van traslladar a viure amb Pablo Pérez-Mínguez, que va realitzar les fotografies dels models que després s'incorporarien als quadres de la sèrie «El Valle de los Caídos». Mentre vivien a la casa de Pérez-Mínguez, s'hi estava rodant la segona pel·lícula de Pedro Almodóvar, Laberinto de pasiones, apareixent el quadre El desafío, de Juan Costus en diverses seqüències. Aquest quadre pertany actualment a la col·lecció del Centre Andalús d'Art Contemporani de Sevilla. Posteriorment els Costus van decidir emigrar a Mèxic, on vivia l'oncle de Juan Carrero, l'escultor Luis Sanguino, que comptava amb contactes al màxim nivell atesa la seva amistat amb el president del país, i que a més estava realitzant obres escultòriques destacades. Allà van voler començar una nova etapa però als 6 mesos es van sentir en un ambient que no semblava apreciar el seu tipus d'art, llevat d'algunes vendes que van fer i l'encàrrec de decorar a Amèrica Jova, la mare d'Alaska, el seu restaurant El redondel de Jamaica, i van decidir tornar a Espanya.
En tornar, passaren una temporada a la casa de la platja dels pares de Juan Carrero al Puerto de Santa Maria. Després es traslladaren de nou a Madrid, on visqueren amb el seu amic Tino Casal i, més endavant, llogaren un estudi al carrer de Don Pedro. En aquesta nova etapa, conegueren Eugenia Niño, directora de la Galeria Sen, que els va editar unes serigrafies estampades a Conca per Javier Cebrián, i va comissariar una exposició de les obres que havien pintat a Mèxic inspirades en els seus colors vibrants, la fauna i el folklore.
Finalment, es van traslladar a viure al Puerto de Santa Maria, amb Ricardo Carrero, el germà de Juan, que havia llogat una casa al camp, per la qual cosa els Costus s'instal·laren amb tots els seus quadres i escultures, muntant un taller enorme i dedicant-se a pintar sense descans. En aquesta etapa acabaren de pintar els quadres de la sèrie «El Valle de los Caídos» i començaren a pintar la nova sèrie dedicada a Andalusia, que anomenarien «La Andalucía de Séneca». En aquesta sèrie d'obres incorporaren la influència egípcia, ja que un viatge que fan a Egipte amb el seu amic el modista Manuel Piña es va convertir en una font d'inspiració amb els temples, els déus i la seva gent.
Estant al Puerto de Santa Maria, Enrique Naya va passar un hivern nefast, amb constants refredats, fins que va descobrir que era portador del VIH. Posteriorment, es traslladaren a viure a Sitges on volien estar per la seva proximitat a Barcelona, que estava a punt de celebrar els Jocs Olímpics del 1992. El 4 de maig de 1989, va morir Enrique Naya per causes derivades de la sida. Un mes més tard, Juan Carrero es va suïcidar la matinada del 3 al 4 de juny de 1989.